# OKR
OKR（オー・ケー・アール 英語: Objectives and key resultsの頭字語）は、個人や組織の目標設定のためのフレームワークである。元インテルCEOのアンドルー・グローヴが1970年代に導入した。元インテル社員のジョン・ドーアがOKRに関する著書『Measure What Matters: How Google, Bono, and the Gates Foundation Rock the World with OKRs』を2017年に発刊している（仮題『何が重要かを測定せよ: Google、ボノ、ゲイツ財団はいかにしてOKRで世界を動かすか』）。

## 概要
OKRは、1つの「objective」と3-5個の「key results」で構成される。objectiveは具体的で明確に定義された「目標」であり、key resultsはその目標の達成度を測るための定量的で測定可能な「指標」である。
objectiveは、具体的で明確に定義されるだけでなく、その目標を実現する個人・チーム・組織に「達成したい」と思わせるような刺激的なものでなければならない。それ自体はkey resultsを前進させ、「initiative」というobjectiveの達成を目指す計画や活動によって推進される。計画立案者や意思決定者が目標達成度の判断に使えるように、key resultsは0-100%のスケールや何らかの数値（金額や割合）として測定できる必要があるし、その定義に曖昧さがあってはならない。

## 歴史
アンドルー・グローヴは、インテル在職中にOKRを導入し、のちに文書化したのが著書『High Output Management』である（1983年刊行）。1975年当時、インテルの営業マンだったジョン・ドーアは、同社内でグローヴが講師を務める講座に参加し、当時『iMBOs』（Intel Management by Objectives）と呼ばれたOKRの理論を学んだ。
その後、インテルを退社してベンチャーキャピタル会社のクライナー・パーキンスに移ったドーアは、1999年にGoogleに対してOKRの手法を紹介した
。OKRはGoogleに定着し、「組織全体で同じ重要な課題に注力するための経営手法」として、すぐに同社の文化の中心となった。
ドーアは2017年にOKRフレームワークに関する著書『Measure What Matters』を発刊し、グローヴによるOKRのコンセプトを次のように説明している。
「key results」は測定可能でなければなりません。最終的にあなたは何の議論もせずに可視化できます。「私はそれをやったのか? イエスかノーか」。単純です。何も判断する必要はありません。
同書に序文を寄せたラリー・ペイジはGoogle共同創業者で、OKRを次のように評価している。
OKRは、我々を10倍以上の成長に導くのを手助けしました。OKRは、「世界の情報を整理する」という我々の熱狂的で大胆なミッションを支え、達成可能にしました。OKRのおかげで私や他の社員は時間を守れたし、最も重要なときに軌道に乗せてもらったのです。
GoogleでOKRが定着して以降、この手法は、Twitter、Uber、マイクロソフト、GitLab、メルカリなどの他の大規模企業にも導入されていった。

## ベストプラクティス
ドーアは最善手法として、組織のkey resultsの目標成功率を70%にするよう推奨し、この値に伴って、低リスクで労働者の能力を引き出す競争的なobjectiveの設定を奨めている。常に成功率100%を達成しているなら、key resultsを見直す必要があると述べた。
OKR自体はその定義どおり行動指向でも、やる気を出させるものでもないため、組織はその作成に注意して平常通りの業務（BAU）をobjectiveにすることを避ける必要がある。また、「help」（支援）や「consult」（相談）などの用語も抽象的な活動を表す傾向があり測定可能ではないため、採用するべきではない。
key resultsには、遅行指標よりも先行指標が推奨される。何かが正しく実行されていないとき、先行指標は早期に警告を出し、組織は軌道修正ができる。遅行指標は特定の変化に起因しないため、組織は時間内に軌道修正することが困難になる。

## 批判
一般にOKRは、組織とチーム、個人のレベルごとに設定されるが、それではウォーターフォール・モデルになってしまうという批判がある。

## 類似のフレームワーク
OKRは方針管理における「Xマトリックス」やOGSMのような、他の戦略計画のフレームワークと一部重なっている。ただし、OGSMには「戦略」（strategy）が構成要素の1つとして明確に含まれる点が異なる。
加えて、OKRは他のパフォーマンス管理のフレームワークとも重複し、重要業績評価指標（KPI）とバランスト・スコアカードの中間に位置づけられる。